# Fiat CR.32
Die Fiat CR.32 war ein italienisches Doppeldecker-Jagdflugzeug von 1933.

## Geschichte
Der Erstflug der CR.32 fand am 28. April 1933 statt. Die CR.32 wurde anschließend zum Standardjagdflugzeug der Regia Aeronautica. Im Spanischen Bürgerkrieg flog es auf der Seite der Nationalisten von Francisco Franco. Es war den Jägern der Republikaner mit Ausnahme der Polikarpow I-16 oft überlegen. Die Fiat CR.32 wurde in viele Länder exportiert. Nachfolgemuster war die Fiat CR.42.

## Konstruktion
Hauptmerkmal waren die kürzeren unteren Tragflächen, streng genommen war die Maschine damit ein Anderthalbdecker.

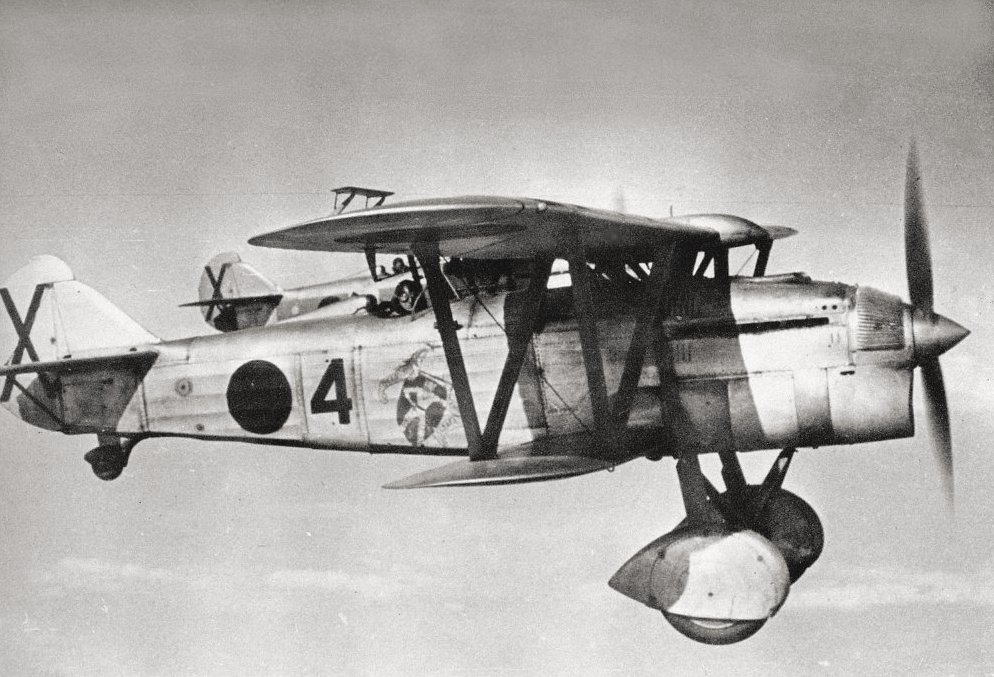
Fiat C.R.32 der X Gruppo „Baleari“

## Einsatz

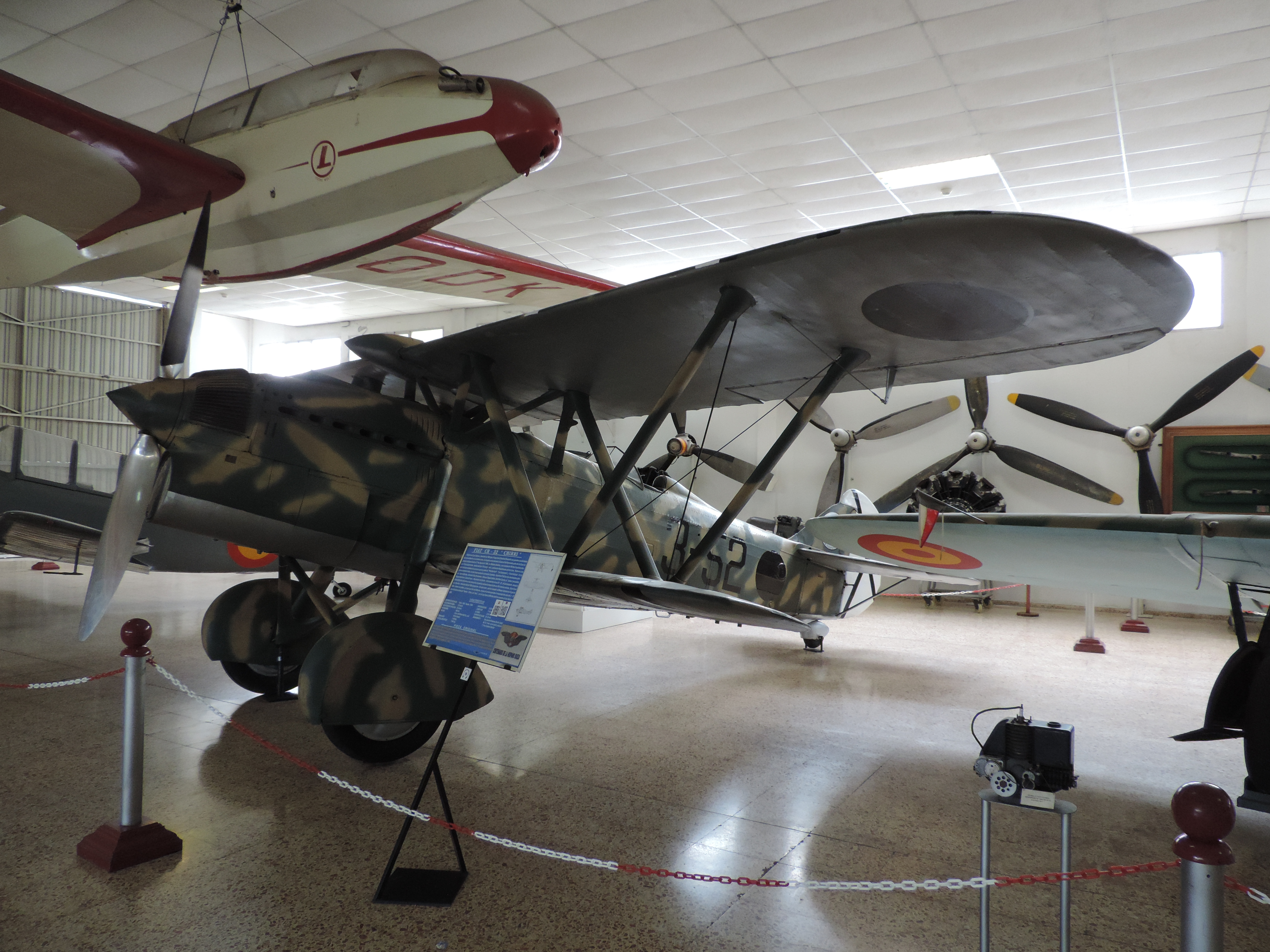
Eine Fiat C.R.32 im Museo del Aire in Madrid

Die CR.32 wurde im Spanischen Bürgerkrieg (1936–1939), im Slowakisch-Ungarischen Krieg und im Zweiten Weltkrieg eingesetzt. Von 1934 bis 1939 war sie das meistgenutzte Flugzeug der italienischen Luftwaffe. Es war wegen seiner Wendigkeit sehr beliebt bei den Piloten. Bei Beginn des Zweiten Weltkrieges war es für den Fronteinsatz jedoch bereits veraltet. Ab 1942 wurde es für Nachteinsätze oder als Ausbildungsflugzeug genutzt, da es gegen moderne Jagdflugzeuge mittlerweile chancenlos war.

## Varianten

Dreiseitenriss

### CR.30
- 2 × Maschinengewehr Breda-SAFAT Kaliber 12,7 mm oder 7,7 mm
- 600 PS (447 kW) Fiat A.30 V-12 wassergekühlter Motor

### CR.32
- 2 × Maschinengewehr Kaliber 12,7 mm oder Kaliber 7,7 mm
- geliefert an die italienische Luftwaffe von März 1934 bis Februar 1936
- 600 PS (447 kW) Fiat A.30 RAbis-Motor

### CR.32bis
- 2 × Maschinengewehr Kaliber 7,7 mm und 2 × Kaliber 12,7 mm
- 100 kg Bombenzuladung: 1 × 100 kg oder 2 × 50 kg

### CR.32ter
- runderneuerte CR.32bis mit vielen verbesserten Eigenschaften

### CR.32quater
- runderneuerte CR.32ter (reduziertes Gewicht, Funk)
- 337 produziert für die italienische Luftwaffe
- Höchstgeschwindigkeit: 356 km/h auf 3,000 m

### HA-132L
- spanische Version, war bis 1953 im Einsatz

## Militärische Nutzer
- Deutsches Reich

Luftwaffe, ehemalige österreichische Maschinen
- Königreich Italien

Regia Aeronautica
- Österreich: 45 CR.32bis[1].

Bundesheer: Wurden nach dem Anschluss von der deutschen Luftwaffe übernommen.
- Paraguay: 5
- China
- Spanien
- Ungarn
- Venezuela: 9

## Technische Daten
| Kenngröße             | Daten                                                                                     |
| --------------------- | ----------------------------------------------------------------------------------------- |
| Besatzung             | 1                                                                                         |
| Länge                 | 9,50 m                                                                                    |
| Spannweite            | 9,50 m                                                                                    |
| Höhe                  | 2,63 m                                                                                    |
| Flügelfläche          | 22,10 m²                                                                                  |
| Leermasse             | 1325 kg                                                                                   |
| max. Startmasse       | 1850 kg                                                                                   |
| Höchstgeschwindigkeit | 375 km/h                                                                                  |
| Dienstgipfelhöhe      | 8800 m                                                                                    |
| Steigrate auf 6000 m  | 9 m/s                                                                                     |
| Reichweite            | 781 km                                                                                    |
| Triebwerke            | ein Fiat-A.30-RAbis-Motor mit 600 PS (ca. 440 kW)                                         |
| Bewaffnung            | 2 × 7,7-mm- oder 12,7-mm-Maschinengewehre Breda-SAFAT 100 kg Bomben unter den Tragflächen |

## Erhaltene Flugzeuge
Ein Flugzeug ist im Italienischen Luftfahrtmuseum Vigna di Valle ausgestellt.
Ein Flugzeug ist im Museo del Aire in Madrid ausgestellt.